# Dryobotodes suffusa
Dryobotodes suffusa là một loài bướm đêm trong họ Noctuidae.